# Фантастичне допущення
Фантастичне допущення — літературний прийом введення в оповідь елемента, який не зустрічається чи принципово неможливий в реальному житті. Таким чином автор допускає щоб він існував у творі як дійсний.
Письменники-фантасти Генрі Лайон Олді та брати Стругацькі дотримувалися думки, що «фантастика — це література плюс фантастичне допущення».
Фантастичні твори відрізняються від реалістичних в першу чергу наявністю фантастичного допущення.
Будь-яке фантастичне допущення має виконувати певне, зрозуміле для самого автора завдання — допомагати розкриттю характерів дійових осіб, розвитку конфлікту. Крім того фантастичне допущення може слугувати засобом, за допомогою якого автор доносить до читачів певну ідею.
Допущення часто ґрунтуються на припущеннях з різних точних і гуманітарних наук. В одному і тому ж творі можуть поєднуватися різні види допущень.

## Різновиди фантастичних допущень
1. Футурологічне допущення — перенесення дії в майбутнє. Широко поширене в науковій фантастиці.
2. Фольклорне допущення — введення в твір істот, предметів, явищ з людської міфології. Характерно для фентезі та містики.
3. Світобудовне допущення — перенесення дії в повністю вигаданий світ. Використовується в фентезі.
4. Містичне допущення — привносить в сюжет фантастичний фактор, якому не дається наукового або раціонального пояснення. Застосовується в містиці і в різного роду фільмах жахів.
5. Фантасмагоричне допущення — введення в історію елемента, що суперечить будь-якому здоровому глузду і не здатного в принципі мати ніякого розумного пояснення.
6. Науково-фантастичне — додає в сюжет якесь наукове нововведення. Має два види:

- Природничо-наукове — різноманітні технічні винаходи, або відкриття в галузі точних і природничих наук. Область поширення — жорстка наукова фантастика.

- Гуманітарно-наукове — допущення в галузі соціології, історії, культурології, політики, психології, релігії. Введення нових моделей суспільства або свідомості. Характерно для утопій, антиутопій, соціальної фантастики[1].